# Richards Bay Coal Terminal
Richards Bay Coal Terminal – port morski w Południowej Afryce, jeden z największych na świecie portów węglowych. Dzięki jego położeniu można z niego wysyłać węgiel kamienny zarówno na rynek azjatycki, jak i europejski.

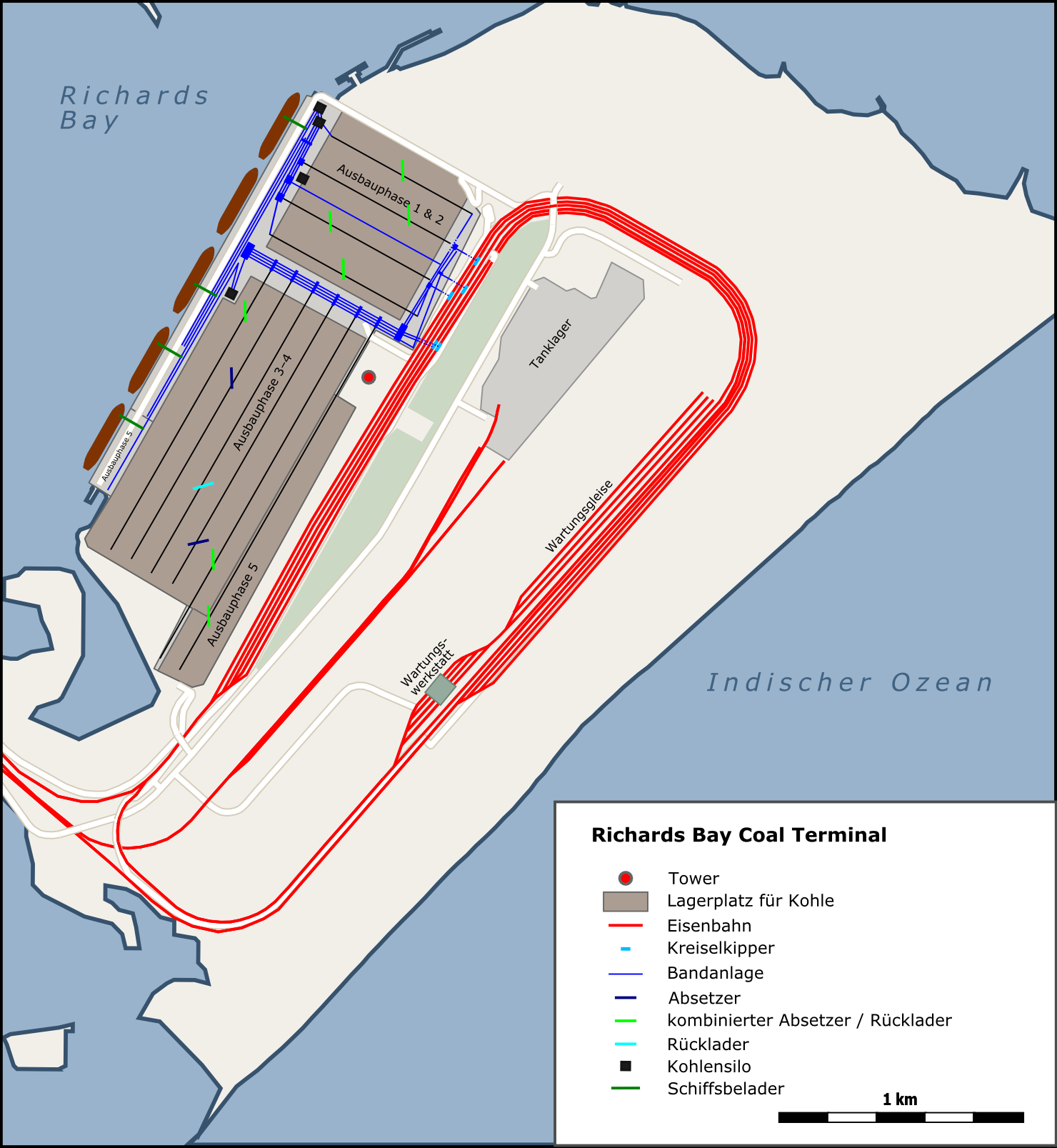
Plan portu RBCT